# Aslintesta camelus
Aslintesta camelus är en snäckart som beskrevs av Alan Solem 1992. Aslintesta camelus ingår i släktet Aslintesta och familjen Camaenidae. Inga underarter finns listade i Catalogue of Life.